# Andy Pijulet
 (janvier 2013).
Si vous disposez d'ouvrages ou d'articles de référence ou si vous connaissez des sites web de qualité traitant du thème abordé ici, merci de compléter l'article en donnant les références utiles à sa vérifiabilité et en les liant à la section « Notes et références ».
Andy Pijulet, né le 14 août 1990 à Saint-Denis, est un joueur de handball français évoluant au poste de pivot.
Issu du centre de formation du HBC Nantes, il y signe son premier contrat professionnel mais ne parvient pas à s'y imposer. En octobre 2013, il rompt son contrat et signe pour la fin de la saison à Angers Noyant. Il passe ensuite trois saison au HBC Semur-en-Auxois avant de retrouver l'agglomération nantaise en 2017 en signant à l'ASB Rezé.